# Barnwerd
Barnwerd (historisch ook Barwerd, Baarwerd of Berwert) is een gehucht in de gemeente Westerkwartier in de Nederlandse provincie Groningen. Het ligt in het oosten van het humsterland, aan de Barnwerderweg (N983) van Aduard naar Saaksum op ruim een kilometer ten noorden van Den Ham.
Het gehucht bestaat uit drie huizen aan de voet van een aan westzijde deels afgegraven wierde. De wierde meet van noord naar zuid ongeveer 225 meter en van oost naar west ongeveer 150 meter. De hoogte bedraagt maximaal 2,3 meter boven NAP. In de wierde zijn bewoningsporen en scherven aangetroffen uit onder andere de vroege IJzertijd, de Romeinse en de middeleeuwse periode.
De naam Barnwerd zou mogelijk kunnen zijn afgeleid van het Oudfriese bar = baar, onbegroeid en werd = hoogte, wierde.

## Fritsinga
Bij de wierde heeft vroeger de borg of het steenhuis Fritsinga of Fritsinge gestaan. Het geslacht Fritsinga komt voor het eerst voor rond 1500, wanneer ene Rempt Fritsinge samen met Rempt Jensema als vijand gevangen wordt genomen door stadgroningers tijdens een van de oorlogen die toen woedden. In 1526 wordt ene Here Frisinge genoemd, die dan een conflict heeft met buurman Ytzke. In 1540 komt voor het eerst een Fritsingeheerd voor met 66,5 grazen land. In 1565 hebben de gebroeders Broersema de heerd in bezit, evenals de Broersemaheerd (ook in Barnwerd) en de Zuidhorner Hanckemaborg. In 1571 vond een erfscheiding plaats, waarbij Hero Broersema de heerd verkrijgt. Tussen 1638 en 1646 werd de omgrachte heerd verkocht aan Tjaert toe Nansum. Na zijn overlijden wordt in 1651 de 'oldeborch' met singels, 35 grazen en 60 roeden land en andere toebehoren 'bij brandende keerse' verkocht aan jonker en hoveling Johan Demetrius Goraiski (een baron uit het Poolse geslacht Gorajscy), die in 1658 ook hoveling was in Ezinge, Feerwerd en Vierburen. In 1667 werd Fritsema gerechtelijk verkocht aan secretaris van de hoofdmannenkamer Albertus Berghuis. Uit de beschrijving van het goed valt op te maken dat de borg toen al vervallen was. In 1682 was Fritsinga blijkbaar in handen van Johan Willem van Diest aangezien dat jaar een erfscheiding plaatsvond, waarbij zijn zoon Joan Christoffer de 'behuizinge' Fritsinge. In 1713 verkocht hij de behuizinge aan jonker Johan Willem Ripperda, die hem hetzelfde jaar doorverkocht aan de stad Groningen. De stad liet de borg blijkbaar afbreken, want in Folckers' Groot Caarteboeck van Groningen uit 1724-29 staat op de plek van de borg tussen de grachten allen de vermelding 'puyn van een oude borgh'. Van de borg resteert tegenwoordig niets meer.